# 동해 심해 가스전 개발 사업

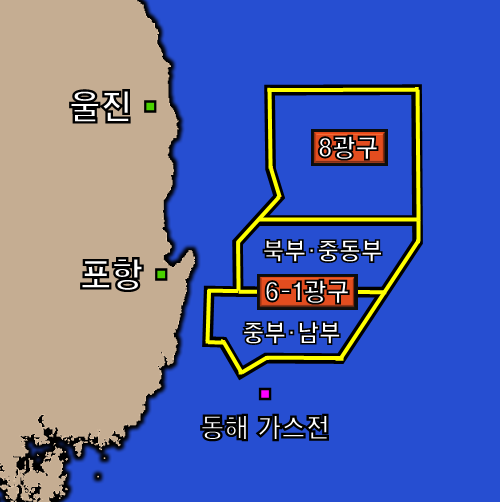
동해 심해 가스전

동해 심해 가스전 개발 사업 또는 대왕고래 프로젝트는 대한민국 경상북도 포항시의 영일만 일대 제8광구에 석유 및 천연가스가 최대 140억 배럴이 존재할 가능성이 확인되어 현재 추진 중인 동해 심해 가스전 개발을 위한 시추 사업이다. 대한민국의 대통령 윤석열이 2024년 6월 3일 국정브리핑에서 이를 공표하며 처음 대중에게 알려졌다.

## 위치
프로젝트명 '대왕고래'는 경상북도 포항시 영일만 앞 해역에 석유·가스가 가장 많이 매장되어 있을 것으로 추정되는 유망구조이다. 8광구와 6-1광구에 걸쳐 형성되어 있으나, 구체적인 위치는 보안사항으로 공개되지 않은 상태이다.

## 경과
김동섭 한국석유공사 사장이 2024년 6월 19일 브리핑에서 밝힌 내용에 따르면, 5월 초 '세계적인 메이저 석유회사 중 한 곳'과 접촉하여 비밀준수 계약을 체결한 뒤 동해 심해 가스전 탐사 데이터 일부를 공유해 추가 검증하였다.
2024년 6월 3일, 대한민국의 대통령 윤석열은  산업통상자원부의 탐사시추 계획을 승인한 후 진행한 국정브리핑에서 "최대 140억배럴에 달하는 석유와 가스가 매장되어 있을 가능성이 매우 높다는 결과가 나왔고 유수 연구 기관과 전문가들 검증도 거쳤다"고 밝히며 처음 대중에게 공표하였다.
6월 13일, 산업통상자원부는 국민의힘 의원총회에서 2025년부터 한국석유공사 지원을 위해 정부 출자와 더불어 성공불융자 등 해외자원개발 특별융자 제도 활용을 추진하겠다는 방침을 보고하였다. 6월 21일에는 안덕근 장관 주재로 '동해 심해 가스전 개발 전략회의'를 열었다. 회의에는 대한지질학회·한국자원공학회·대한자원환경지질학회·한국자원경제학회 전문가들과 포스코인터내셔널·SK E&S·GS에너지 등 사업에 관심을 둔 국내 에너지기업 3사의 경영진 등이 참석하였다.
8월 28일, 대한민국 정부는 첫 탐사 시추공을 뚫기 위해 2025년도 예산안에 약 500억원을 편성하였다고 밝혔다.
12월 9일, 시드릴사(社)의 시추선 '웨스트카펠라호'가 부산에 입항하였고 기자재를 선적한 후 17일 오전 1차 시추 장소에 도착하였다. 이후 인근 해저면 시험 굴착 등 준비 작업을 거쳤다. 20일 새벽, 웨스트카펠라호는 포항 앞바다에서 약 40km 떨어진 대왕고래 (유망)구조에서 탐사시추에 돌입하였다. 웨스트카펠라호는 대한민국의 조선사 삼성중공업이 2008년 건조한 선박으로 시드릴 소속 드릴십이다. 길이 748.07ft(228ｍ), 너비 137.8ft(42ｍ), 높이 62.34ft(19ｍ), 배수량 8만7700t 규모이며, 최대 시추 깊이는 3만7500ft(1만1430ｍ)이다.
2024년 2월 4일 1차 시추를 진행했으나, 탐사 결과 극소량의 탄화수소만 발견했을 뿐, 유의미한 성과는 없었고 사업 주체인 대한민국 산업통상자원부조차도 경제성이 없다고 시인하며 이 사업은  실패로 끝났다.